# Túnel de Girsberg
El Túnel de Girsberg  es un túnel para el uso de vehículos de motor. Se localiza en Suiza, en la autopista A7 en el tramo que une Winterthur con Kreuzlingen próximo a la frontera con Alemania. 

## Descripción
El túnel mide 1,8 km de longitud y limita al nordeste con el cantón de Turgovia.
El túnel desciende por el valle que atraviesa en el sentido de las agujas del reloj (desde Kreuzlingen). A pesar de ser un pronunciado descenso, el trazado actual no presenta ninguna dificultad para su conducción.
El lado oriental del túnel concluye a menos de medio kilómetro del acceso al tramo de autopista con peaje, el cual se realiza a través de un elemento raramente visto en una autopista, como es mediante una glorieta.
- Datos: Q5564825